# 白湯山
白湯山（はくとうざん）は、北海道の釧路市にある標高916mの山である。

## 概要
雌阿寒岳を構成する一峰で、雌阿寒岳から東に伸びた支稜線上のフレベツ岳から北に伸びる尾根上に位置し、なだらかな山頂が特徴的である。北東側の斜面は阿寒湖畔スキー場として整備されているほか山麓は阿寒湖温泉として北海道の有名な温泉地の一つとなっている。また白湯山東側は白湯山自然探勝路が整備されており、山名の由来にもなっている白濁色の沢やアイヌ語で「煮え立つ場所」を意味する「ボッケ」が複数あり「白湯山ボッケ群」として阿寒地域の観光地の一つとなっている。
周囲は白湯山自然探勝路が整備されているものの山頂へ通じる道は存在しないため山頂へは主に残雪期に登られる。自然探勝路を進んだ先に分岐があるが無視して道から逸れて尾根伝いに山頂へ直登するのがメインルートである。山頂自体は樹木に覆われ眺望がないものの探勝路には標高815mの白湯山展望台と呼ばれる展望台があり阿寒岳の山々や阿寒湖など眺望が非常に優れていることから訪れる人は多い。